# منطقة بانج راك
منطقة بانج راك (بالإنجليزية: Bang Rak District)‏ هي واحدة من 50 منطقة في بانكوك، تايلاند. يقدر عدد سكانها بـ 60,485 نسمة .